# Irene Dalichow
Irene Dalichow (* 2. Februar 1953 in Göttingen) ist freie Journalistin und Autorin.

## Leben
Irene Dalichow machte nach dem Abitur eine Redakteursausbildung bei einer Tageszeitung und legte in Freiburg im Breisgau ein Diplom in Erziehungswissenschaften ab. Während ihres Studiums schrieb sie unter anderem für die Zeitschrift „Betrifft: Erziehung“, Beltz-Verlag, Weinheim. Außerdem wirkte sie zusammen mit Ferdinand Graf an Produktionen für das Schulfernsehen im damaligen Südwestfunk Baden-Baden mit. Später arbeitete sie in der Aus- und Weiterbildungsabteilung eines Großkonzerns im Ruhrgebiet, bevor sie sich in München als Journalistin und Buchautorin selbständig machte. Über viele Jahre hinweg war sie feste Mitarbeiterin einer heute in dieser Form nicht mehr existierenden Fachzeitschrift, bei der es unter anderem um spirituelle und alternativmedizinische Themen ging.

## Werk
Im Zusammenhang mit den vielfältigen Recherchen für dieses Medium traf sie Anfang der 1990er Jahre auf die damals neue Farbtherapie Aura-Soma. Sie schrieb in Abstimmung mit dem Direktor von Aura-Soma, Mike Booth, darüber ein Buch, in dem sie das System von Grund auf erklärt. Dieses Werk wurde in viele Sprachen übersetzt, unter anderem ins Russische und Japanische.
Irene Dalichow arbeitet unter anderem für die Zeitschriften „Yoga aktuell“ und „Natur und Heilen“ sowie als Autorin der Verlage Goldmann/Random House, Trias und Herbig.

## Werke (Auswahl)
- Zimt für ein gesundes Leben, München 2006, ISBN 978-3-7766-2499-1
- Die Gewürzapotheke, München 2006, ISBN 978-3-442-21790-8
- Die Blütenapotheke, München 2011, ISBN 978-3-442-21940-7
- Die Heilkraft ätherischer Öle, München 2014, ISBN 978-3-7766-2748-0